# Geh nackt in die Welt
Geh nackt in die Welt (Originaltitel: Go Naked in the World) ist ein US-amerikanischer Spielfilm von Ronald MacDougall und (ungenannt) Charles Walters aus dem Jahr 1960. Das Drehbuch verfasste der Regisseur. Es beruht auf einem Roman von Tom T. Chamales. Seine Uraufführung erlebte das Werk am 10. März 1961 in New York City. In der Bundesrepublik Deutschland konnte man den Film erstmals am 23. März 1961 auf der Leinwand sehen.

## Handlung
San Francisco im Juni 1945. Der Soldat Nick Stratton hat Heimaturlaub. Er hat sich entschlossen, die ersten Tage in einem Hotel zu wohnen und erst dann seinem dominanten Vater Pete gegenüberzutreten, weil er fürchtet, dieser werde ihn dazu drängen, den Militärdienst zu quittieren und in seine Firma einzutreten. In einem Nachtlokal lernt Nick die äußerst attraktive Giulietta Cameron, genannt Julie, kennen. Zwischen beiden funkt es sogleich, und sie verbringen ein paar glückliche Tage miteinander. Als aber Nick erfährt, dass seine Geliebte eine Prostituierte ist, trennt er sich von ihr.
Zu Hause wird Nick freudig empfangen. Sein Vater ist so stolz auf seinen Sohn, dass er ihm zu Ehren ein opulentes Mahl ausrichten lässt. Der Alte ist überzeugt davon, Nick werde auf seinen Wunsch hin die Armee verlassen und als Kompagnon in seinem Baugeschäft arbeiten. Der Sohn aber weigert sich strikt, weil er ahnt, dass er dann immer von seinem Vater bevormundet würde. Um Nick gefügig zu machen, versucht es Pete Stratton mit einem Trick: Er täuscht einen schweren Herzanfall vor. Damit erreicht er, was er wollte: Nick tritt in seine Firma ein. Damit allerdings gibt sich der alte Stratton noch nicht zufrieden. Als nächsten Schritt will er seinen Sohn mit der Tochter eines einflussreichen Geschäftsfreundes verheiraten. Nick lehnt es jedoch vehement ab, das ihm unbekannte Mädchen auch nur zu treffen. Nach einer stürmischen Auseinandersetzung mit seinem Vater verlässt Nick wütend das Haus. Obwohl er sich vorgenommen hatte, nie mehr mit Julie anzubandeln, trifft er sich erneut mit der Schönen, und bald entflammt zwischen den beiden eine leidenschaftliche Liebe.
Nick hat nicht ganz mit seinem Vater gebrochen. Zu dessen Geburtstagsfeier findet er sich – begleitet von Julie – ein. Als diese die Geburtstagsgäste sieht, erschrickt sie. Und von denen geht es den meisten nicht anders. Pete Stratton nimmt seinen Sohn zur Seite und erklärt ihm, dass Julie zu den meisten männlichen Anwesenden, ja auch zu ihm, intime Beziehungen unterhalten habe. Wieder nimmt sich Nick vor, sein Verhältnis mit Julie zu beenden, aber es gelingt ihm nicht. Als dann auch noch sein Vater versucht, ihn von der Dirne zu trennen, macht sich Nick kurzentschlossen auf mit ihr nach Mexiko.
Mittlerweile ist der alte Stratton überzeugt davon, dass sich sein Sohn nicht mehr von Julie trennen werde. Er sucht das Mädchen auf und bittet es, Nick zu heiraten, um wenigstens das Verhältnis zu legalisieren. Julie aber erklärt ihm, was sie auch zu Nick bereits gesagt hat, nämlich dass sie keine Frau sei, mit der man eine Ehe eingehe.

## Ergänzungen
Die Bauten wurden von den Filmarchitekten George W. Davis und Edward C. Carfagno entworfen. Für die Dekorationen sorgten Henry Grace und Richard Pefferle. Helen Rose steuerte die Kostüme bei.

## Kritik
Das Lexikon des internationalen Films zieht folgendes Fazit: „Kräftig gezeichnete Familienkonflikte in einem nicht sehr überzeugend angelegten Drama, das für seine Kritik an der Gesellschaft einen Vater-Sohn-Konflikt in Verbindung mit einem Dirnenschicksal heranzieht. Gepflegte Unterhaltung dank darstellerischer Leistungen: Ernest Borgnine und die Lollobrigida.“

## Quelle
- Programm zum Film: Das Neue Film-Programm, erschienen im Verlag Heinrich Klemmer, Mannheim, ohne Nummernangabe